# Barneoudia balliana
Barneoudia balliana är en ranunkelväxtart som beskrevs av Nathaniel Lord Britton. Barneoudia balliana ingår i släktet Barneoudia och familjen ranunkelväxter. Inga underarter finns listade i Catalogue of Life.